# Diabático
Veja também processo adiabático, um conceito da termodinâmica.
Um processo diabático é aquele em que ocorre a transferência de calor, ou seja, é oposto de um processo adiabático. Em química quântica, a superfície de energia potencial é obtida através de um processo adiabático quântico ou da aproximação de Born-Oppenheimer. Isso corresponde a uma representação da função de onda molecular, onde as variáveis correspondentes a geometria molecular e graus de liberdade eletrônicos são tratados separadamente. Os termos não separáveis são devidos aos termos de energia cinética nuclear no hamiltoniano molecular e são chamados superfície de energia potencial acopladas. Na vizinhança de um cruzamento evitado ou de uma intersecção cónica, esses termos não pode ser negligenciados.
Aquele geralmente executa uma transformação unitária de uma representação processo adiabático quântico, chamado de representação diabática, em que o operador de energia cinética nuclear é uma matriz diagonal. Nesta representação, o acoplamento é devido ao energia eletrônica e é uma quantidade escalar que é significativamente mais fácil para ser estimado numericamente.
Na representação diabática, as superfícies de energia potencial são mais suaves que as expansões de baixa ordem da série de Taylor da superfície, capturando grande parte da complexidade do sistema original. Infelizmente, os estados estritamente diabáticos não existem no caso geral. Portanto, os potenciais diabáticos são gerados pela transformação conjunta de múltiplas superfícies de energia electrônicas, em geral não são exatas. Estes podem ser chamados de potenciais pseudo-diabático, mas geralmente o termo não é usado a menos que seja necessário destacar esta sutileza, deste modo potenciais pseudo-diabáticos e potenciais diabáticos são sinônimos.